# Paysan catalan à la guitare
Paysan catalan à la guitare est un tableau réalisé par le peintre espagnol Joan Miró en 1924. Cette huile sur toile est le portrait d'un paysan de Catalogne une pipe dans une main et une guitare dans l'autre. Elle est conservée au musée Thyssen-Bornemisza, à Madrid.

## Expositions
- Miró : La couleur de mes rêves, Grand Palais, Paris, 2018-2019 — n°16.